# 小行星5212
小行星5212（英語：5212）是一颗围绕太阳公转的小行星。1989年9月29日，上田清二、金田宏在钏路市发现了此天体。
这颗小行星的绝对星等为226.9411821734928等。